# Побель
Побель (пол. Pobiel) — село в Польщі, у гміні Вонсош Ґуровського повіту Нижньосілезького воєводства.
Населення — 470 осіб (2011).
У 1975-1998 роках село належало до Лешненського воєводства.

## Демографія
Демографічна структура станом на 31 березня 2011 року:
|          | Загалом | Допрацездатний вік | Працездатний вік | Постпрацездатний вік |
| -------- | ------- | ------------------ | ---------------- | -------------------- |
| Чоловіки | 239     | 53                 | 163              | 23                   |
| Жінки    | 231     | 64                 | 121              | 46                   |
| Разом    | 470     | 117                | 284              | 69                   |